# Међународни рачуноводствени стандард 37
Међународни рачуноводствени стандард 37 - Резервисања, потенцијалне обавезе и потенцијална средства има за циљ да обезбеди одговарајући критеријум за признавање и основ за мерење резервисања, потенцијалних обавеза и потенцијалних средстава, као и обелодањивање довољно информација у напоменама уз финансијске извештаје, како би се корисницима омогућило да разумеју њихову природу, рокове и износ. Овај стандард примењују сва предузећа у рачуноводственом обухватању резервисања, потенцијалних обавеза и потенцијалних средстава, изузев оних који су:
- резултат финансијских инструмената који су исказани по поштеној вредности,
- резултат извршних уговора, изузев када је уговор штетан,
- настали код предузећа за осигурања са власницима полиса,
- обухваћени другим међународним рачуноводственим стандардима.

Стандард се примењује на финансијске инструменте (укључујући гаранције) који нису исказани по поштеној вредности. Овим стандардом резервисања су дефинисана као обавезе са неизвесним роком или износом. Обавеза је садашња обавеза предузећа која произилази из прошлих догађаја, за чије измирење се очекује да ће довести до одлива ресурса који садрже економске користи из предузећа.
Резервисања и потенцијалне обавезе се разликују од других обавеза нпр. према добављачима, држави за порез и сл., јер је код њих присутна значајна неизвесност у погледу рока настанка па чак и износа будућих издатака који су потребни за измирење (обавеза у гарантном року). Основ за признавање резервисања у финансијским извештајима предузећа је да предузеће стварно има садашњу обавезу која је настала као резултат прошлих догађаја и да је вероватно да ће одлив ресурса који садрже економске користи бити потребан за измирење обавезе као и да се износ обавезе може поуздано проценити.
Резервисања за трошкове који треба да настану да би се пословало у будућности се не признају. Потенцијално средство се не признаје у финансијским извештајима, јер може да доведе до признавања прихода који можда никада неће бити реализован. Међутим, када је реализација прихода практично извесна, тада односно средство није потенцијално средство и његово признавање је оправдано, а и приход се такође признаје. Резервисање се користи само за покриће издатака за које је првобитно и било признато.